# Svenska som främmande språk
Svenska som främmande språk studeras av cirka 40 000 personer vid över 200 universitet och college i 41 länder. Svenska är det skandinaviska språk som studeras av flest studenter vid universitet utomlands.
Svenska institutet har en nyckelroll i organiserandet av undervisning i svenska utomlands. I samarbete med de universitet där svenska lärs ut, anordnar institutet sommarkurser för studenter och konferenser för lärare. Det ger även ut boken Svenska utifrån.

## Språkklassificering
Svenska tillhör den nordgermanska språkstammen av den germanska delen av de indoeuropeiska språken. Som sådant är det nära besläktat med det norska och danska språket. Eftersom de flesta svenska lånorden i svenskan kommer från engelskan och tyskan (ursprungligen lågtyskan, nära besläktat med nederländskan), har de som talar germanska språk ett övertag gentemot andra med ett mer avlägset språk. 
En av svårigheterna som svenskstuderande ställs inför är den svenska fonologin. Svenska ord har antingen en akut accent eller grav accent, som oftast beskrivs som tonad ordaccent av skandinaviska lingvister. Dessa accenter varierar från en dialekt till en annan och kan vara svåra att skilja på för dem som inte har svenska som modersmål. Den största svårigheten är dock det faktum att ungefär 300 par av tvåstaviga ord skiljs åt endast genom uttalet. Orden anden [ándɛn] (om fågeln) och anden [àndɛn] (om det övernaturliga/religiösa) är ett exempel. Studerande som inte är tillräckligt kunniga kan blanda ihop dem vilket leder till missförstånd.[källa behövs]